# UN-Sonderberichterstatter über Folter
Der UN-Sonderberichterstatter über Folter (englisch Special Rapporteur on Torture and Other Cruel, Inhuman or Degrading Treatment or Punishment) ist ein von den Vereinten Nationen (englisch UN / deutsch VN) ernannter Sachverständiger. Als Amtsträger hat er Zugang und Inspektionsrechte in allen Haftanstalten der den UN angehörenden und das Völkerrecht anerkennenden Nationen. Über die von ihm in Erfahrung gebrachten Vorfälle und nachprüfbar begründeten Vorwürfe erstellt er jährlich einen detaillierten Bericht an die Öffentlichkeit der Weltgemeinschaft.

## Das UN-Mandat
Die UN-Menschenrechtskommission schuf diese Stelle am 13. März 1985 mittels einer Resolution, in welcher auch der Auftrag definiert wurde. Dieses UN-Mandat ist auf drei Jahre befristet und wird regelmäßig verlängert. Nachdem die UN-Menschenrechtskommission im Jahr 2006 durch den UN-Menschenrechtsrat ersetzt wurde, ist dieser nun zuständig und übt die Aufsicht aus. Die letzte Verlängerung des Mandates erfolgte am 7. April 2017.

## Beschreibung
Die UN-Menschenrechtskommission entschied in ihrer Resolution 1985/33 einen Experten für alle Fragen zu Folter einzusetzen, der ein Mandat für alle Länder hat, auch falls sie die UN-Antifolterkonvention nicht ratifiziert haben. Dieses Mandat ist allerdings in mehrfacher Hinsicht beschränkt, insbesondere dadurch, dass Besuche nur mit Genehmigung des jeweiligen Staates möglich sind.
Die Amtszeit des Sonderberichterstatters, der vom Präsidenten des UN-Menschenrechtsrats nach einem diplomatischen Verfahren bestellt wird, beträgt drei Jahre. Der Sonderberichterstatter arbeitet ehrenamtlich, erhält aber personelle Unterstützung durch das Büro des Hohen Kommissars für Menschenrechte.
Im Jahresbericht 2003, der 420 Seiten umfasst, sind Folter-Vorkommnisse in insgesamt 115 Staaten aufgelistet. Den größten Abschnitt nimmt mit 130 dokumentierten Fällen von schweren Misshandlungen durch Staatsbeamte die Volksrepublik China ein. Nachdem ihm noch 2004 die notwendigen Bedingungen für eine objektive Untersuchung verweigert wurden, zeigte sich die chinesische Führung 2005 bereit, diese zu erfüllen, sodass der Sonderberichterstatter, damals Juan E. Méndez, am 21. November 2005 erstmals die Volksrepublik besuchte. Gleichzeitig verwarf dieser eine Einladung in das US-amerikanische Gefangenenlager Guantanamo auf Kuba, da die Regierung der Vereinigten Staaten nicht bereit war, ungestörte Gespräche von UN-Vertretern mit Gefangenen zuzulassen.
Am 1. November 2016 trat der Schweizer Jurist Nils Melzer das Amt des UN-Sonderberichterstatters über Folter an. Im Dezember 2016 bat er Frankreich, den kasachischen Oppositionsführer Muchtar Äbljasow nicht an Russland auszuliefern, da ihm dort Folter drohe.
Im Mai 2019 besuchte Melzer den investigativen Journalisten Julian Assange in London im Gefängnis. Daraufhin verfasste er Ende Juni 2019 einen Bericht mit dem Titel Demasking the Torture of Julian Assange (deutsch Entlarvung der Folter Julian Assanges), den er vergeblich verschiedensten renommierten Printmedien in den USA, Großbritannien und Australien zur Veröffentlichung anbot. Am 31. Januar 2020 gab Melzer dem schweizerischen Online-Magazin Republik ein Interview zum Fall Assange. Melzer legte das Amt Ende März 2022 nieder.

## Amtsinhaber
- 1985–1993 Pieter H. Kooijmans – Niederlande
- 1993–2001 Nigel S. Rodley – Vereinigtes Königreich
- 2001–2004 Theo van Boven – Niederlande
- 2004–2010 Manfred Nowak – Österreich
- 2010–2016 Juan E. Méndez – Argentinien
- 2016–2022 Nils Melzer – Schweiz
- seit 2022 Alice Jill Edwards – Australien[11]